# Saint-Loup (Jura)
Saint-Loup ist eine französische Gemeinde  mit 239 Einwohnern (Stand 1. Januar 2022) im Département Jura in der Region Bourgogne-Franche-Comté. Sie gehört zum Arrondissement Dole und zum Kanton Tavaux. Saint-Loup ist Mitglied im Gemeindeverband Communauté de communes de la Plaine Jurassienne. 

## Geographie
Die Gemeinde liegt rund 17 Kilometer südwestlich der Arrondissement-Hauptstadt Dole an der Grenze zum benachbarten Département Côte-d’Or. Die Nachbargemeinden sind:
- Saint-Aubin im Nordosten,
- Peseux im Osten,
- Chemin im Südosten,
- Annoire im Südwesten,
- Bousselange im Westen (Département Côte-d’Or) und
- Tichey im Nordwesten (Département Côte-d’Or).

Der Ort liegt am Fluss Sablonne, der im Gemeindegebiet zu einem Nebenarm unter dem Namen Petite Sablonne abgezweigt wird und zum Doubs entwässert.

## Bevölkerungsentwicklung
| Jahr                       | 1962 | 1968 | 1975 | 1982 | 1990 | 1999 | 2006 | 2017 |
| Einwohner                  | 295  | 277  | 257  | 263  | 263  | 279  | 248  | 272  |
| Quellen: Cassini und INSEE |      |      |      |      |      |      |      |      |

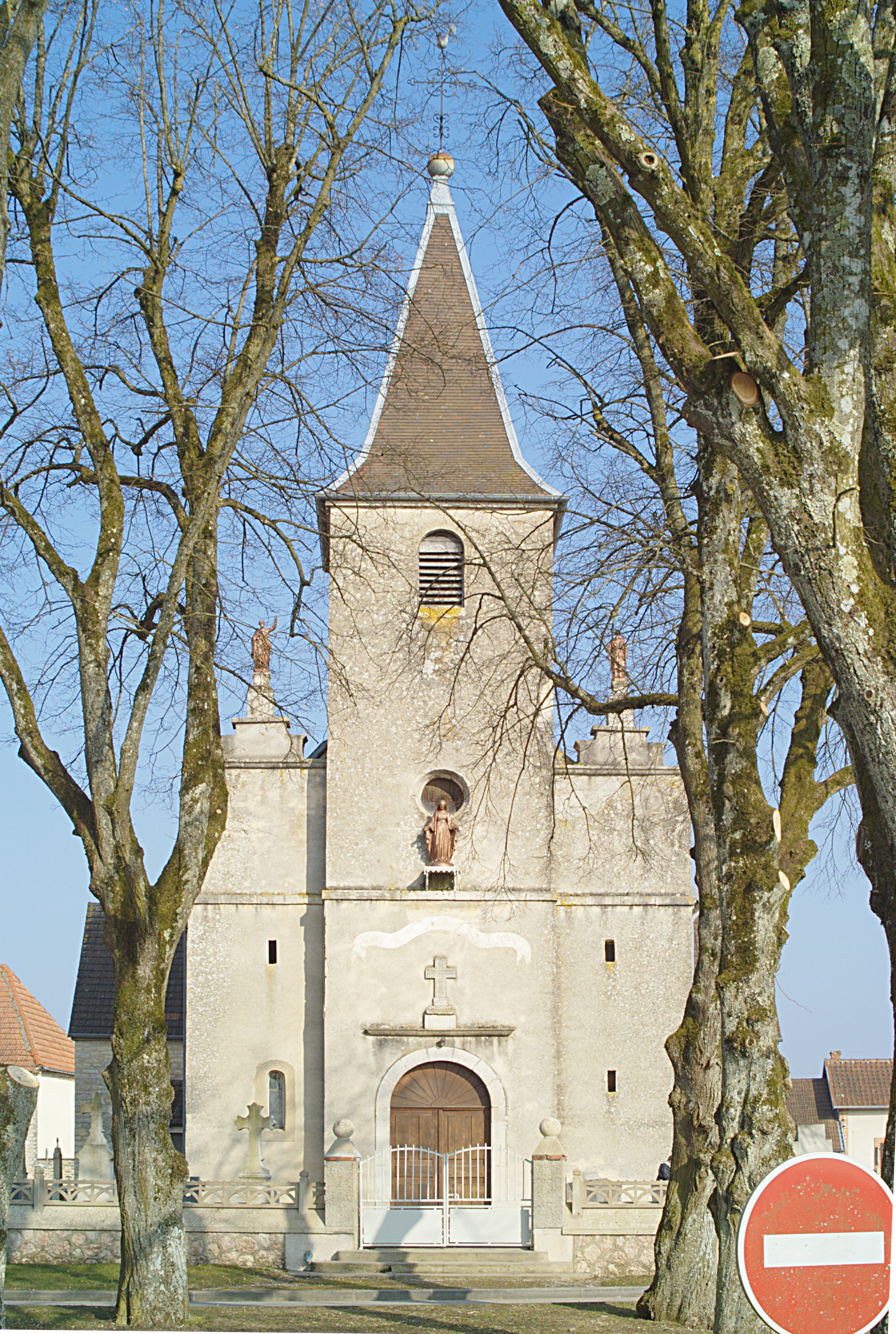
Kirche Saint-Loup
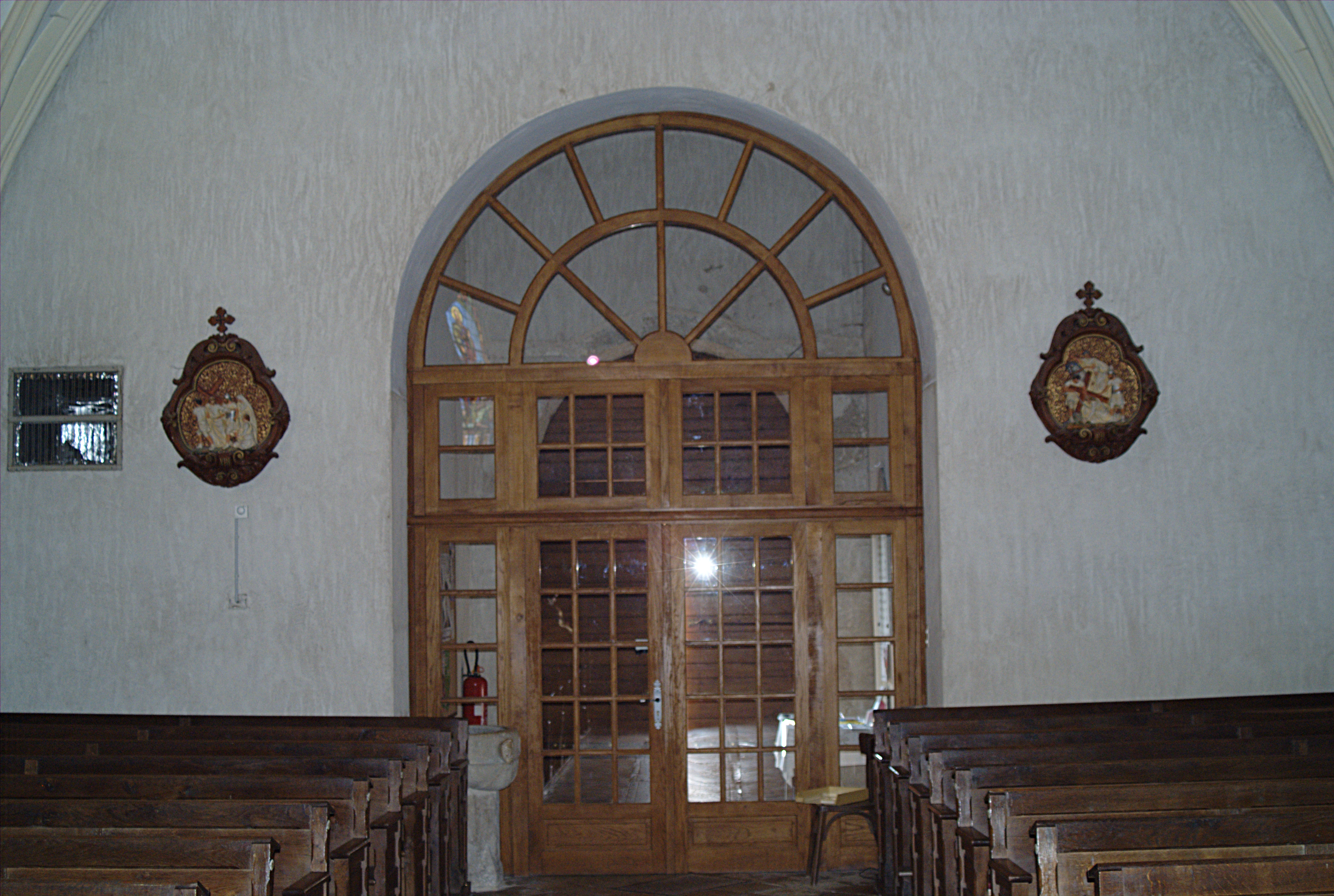
Innenansicht der Kirche Saint-Loup
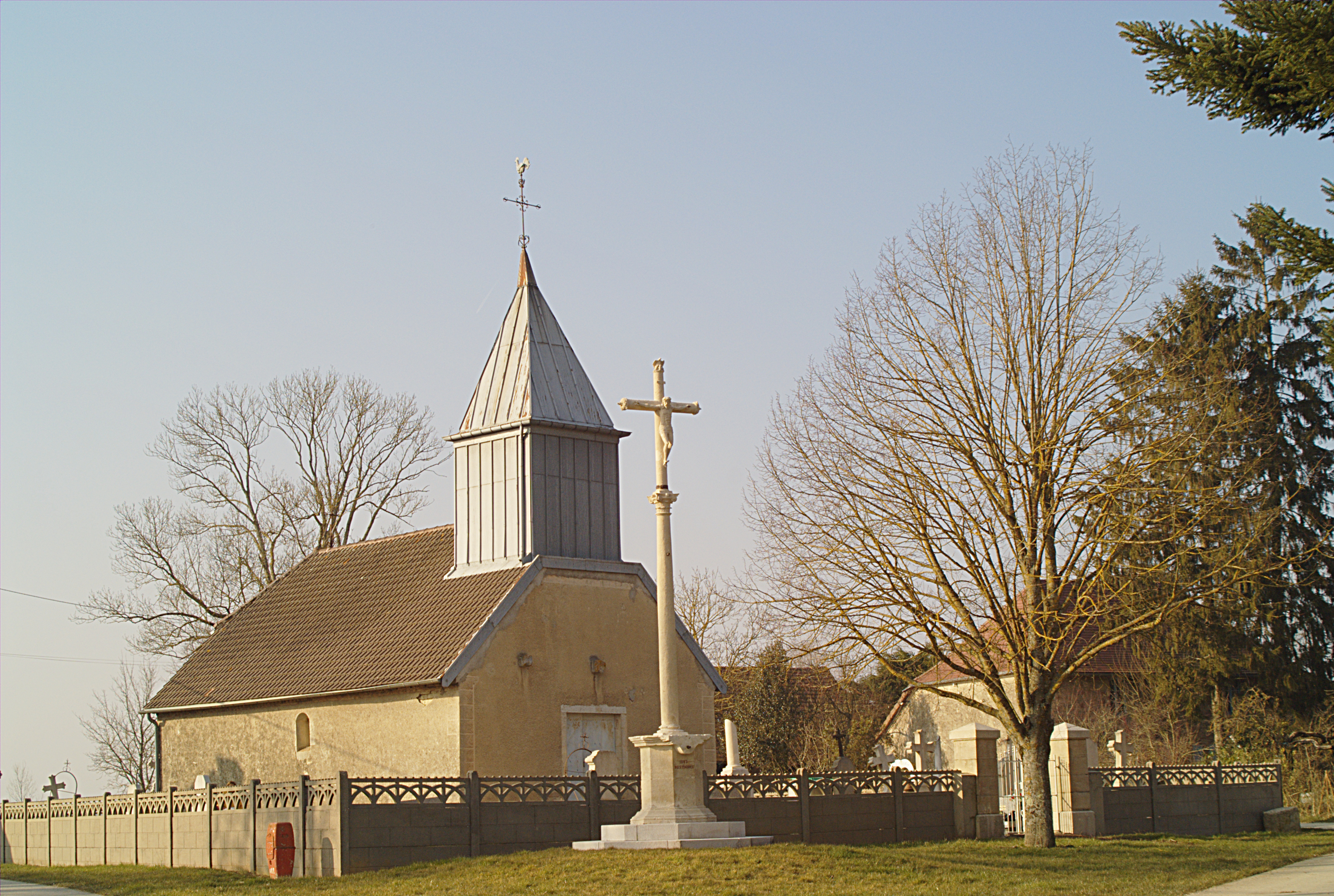
Südwestlich gelegener Weiler Villangrette
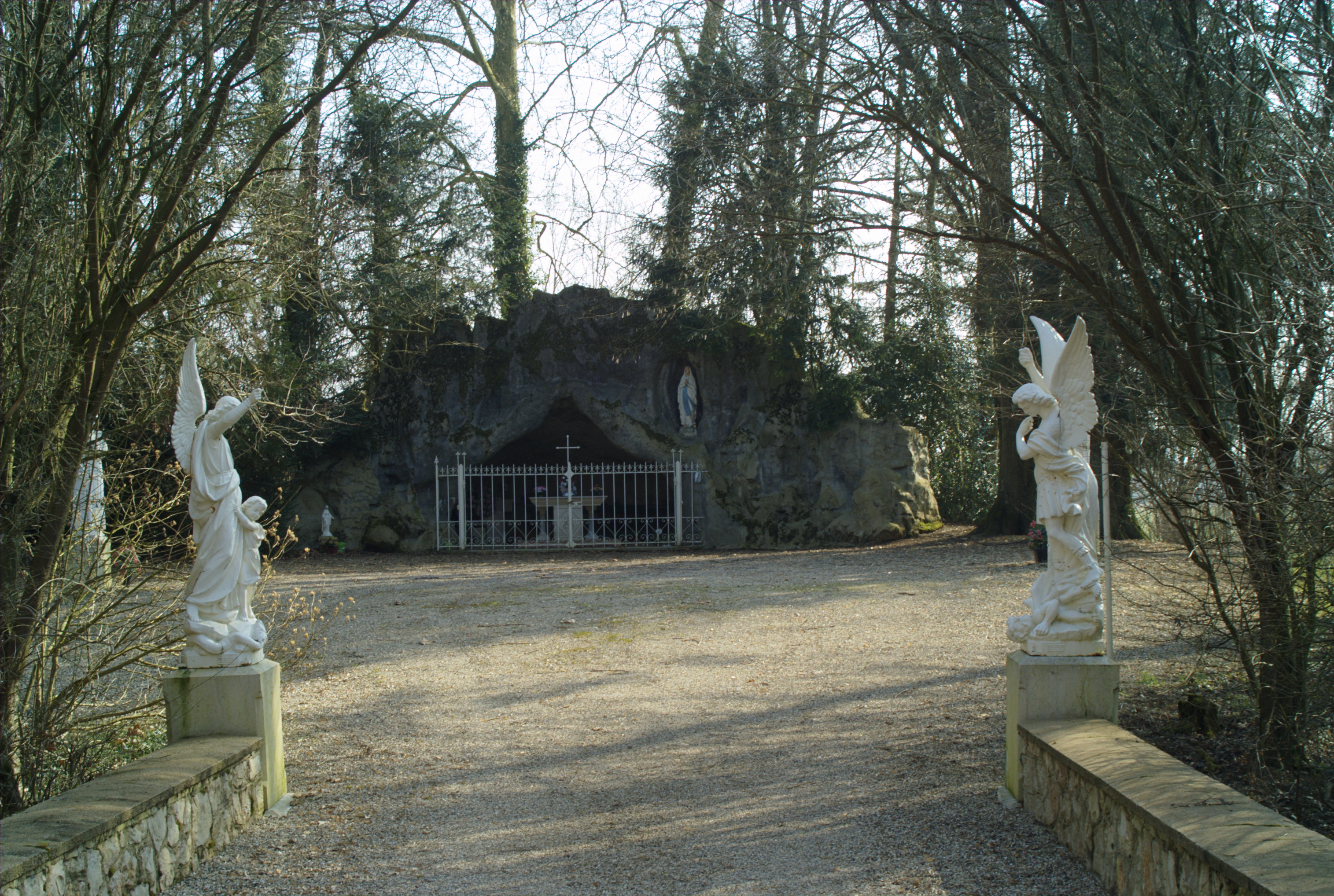
Grotte de Saint-Loup